# Fosterella weberbaueri
Fosterella weberbaueri är en gräsväxtart som först beskrevs av Carl Christian Mez, och fick sitt nu gällande namn av Lyman Bradford Smith. Fosterella weberbaueri ingår i släktet Fosterella och familjen Bromeliaceae. Inga underarter finns listade i Catalogue of Life.

## Bildgalleri

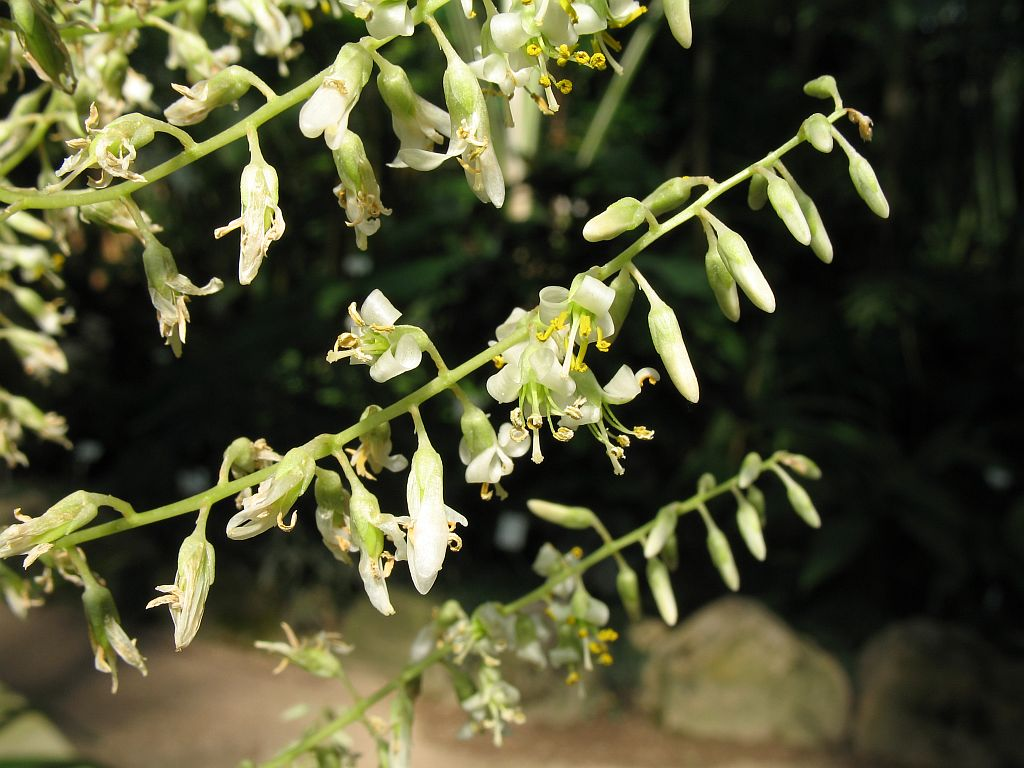
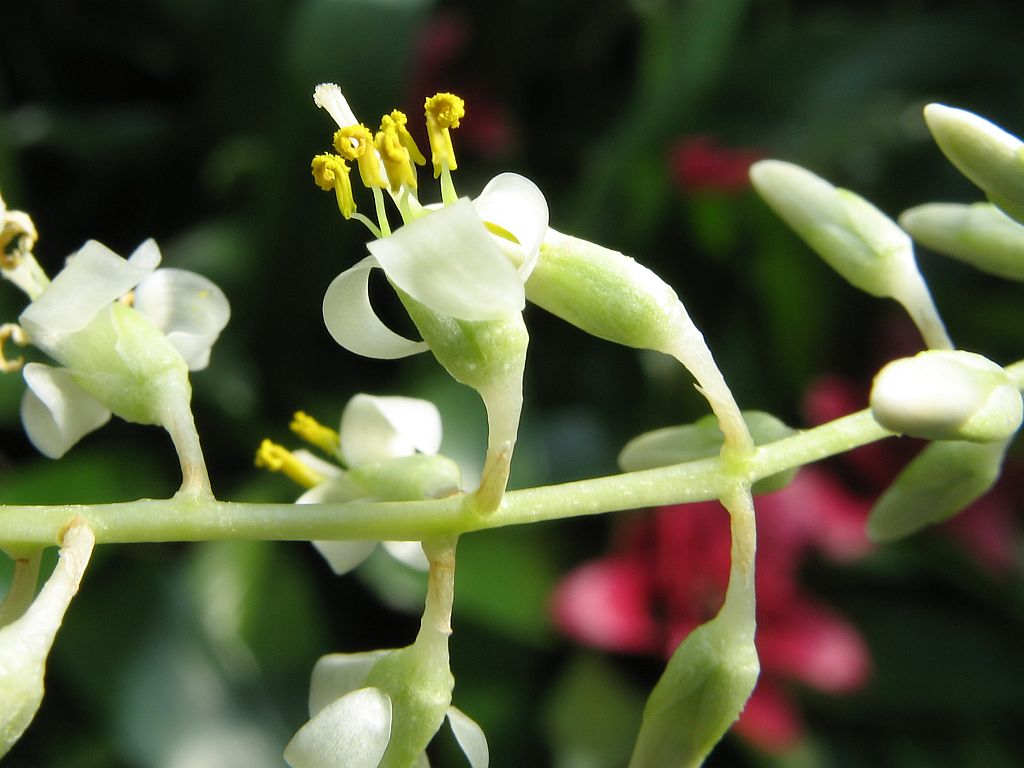